# EWallet
e-Wallet är en digital anordning för att möjliggöra e-handel, dvs. försäljning, köp och byten av produkter, tjänster och information oftast över Internet eller andra datornätverk Det kan ske via dator eller smartphone och anordningen kan även användas för att autentisera användare och styrka dennes ålder.

## ECML
Ibland krånglar funktionen beroende på bristande kompatibilitet mellan systemen. Därför har programvara utvecklats för att förebygga detta krångel, med ett protokoll kallat ECML (Electronic Commerce Modeling Language).